# OASIS (organización)

Logo

OASIS, acrónimo de Organization for the Advancement of Structured Information Standards (Organización para el Avance de Estándares de Información Estructurada, en idioma castellano), es un consorcio internacional sin fines de lucro que se orienta al desarrollo, la convergencia y la adopción de los estándares de comercio electrónico y servicios web. Los miembros del consorcio deciden cómo y qué trabajo se realiza mediante un proceso abierto y democrático. El trabajo técnico se lleva a cabo en categorías tales como: Energía, Servicios Web, Comercio electrónico, Internet de las cosas, Seguridad, Leyes y Gobierno, Cadena de Suministro, Administración de Computación, Focos de Aplicación, Document-Centric, Procesamiento XML, Conformance/Interop y Dominios Industriales, entre otras áreas.

## Historia
OASIS fue primeramente formado como SGML Open en 1993 como una asociación comercial de proveedores de herramientas SGML (Standard Generalized Markup Language) para promover de manera cooperativa la adopción de SGML, principalmente a través de actividades educativas, aunque también se desarrollaron algunas actividades técnicas, incluyendo una actualización de la especificación CALS Table Model (un estándar para representar tablas en SGML) y especificaciones de intercambio de fragmentos y administración de entidades.
En 1998, con el movimiento de la industria de alta tecnología hacia XML, SGML Open cambió su énfasis de SGML a XML, y cambió su nombre a OASIS Open para incluir XML y cualquier estándar futuro de información estructurada. El énfasis en las actividades del consorcio también cambió de promover la adopción (debido a que XML estaba consiguiendo mayor atención por su propia cuenta) a desarrollar especificaciones técnicas. En julio de 2000 un nuevo proceso de comité técnico fue aprobado. Con la adopción del proceso la forma en la cual los comités técnicos eran creados, operados y avanzaban en su trabajo fue regularizada. Con la adopción del proceso hubo cinco comités técnicos; para 2004 había cerca de 70.
Durante 1999 OASIS fue aprobado por UN/CEFACT, el comité de las Naciones Unidas que aborda los estándares para negocio, para desarrollar en conjunto un nuevo conjunto de especificaciones para negocios electrónicos. Esta iniciativa conjunta, denominada "ebXML" y que se reunió por primera vez en noviembre de 1999, fue mantenida por un periodo de tres años. En la reunión final, en Viena, UN/CEFACT y OASIS aceptaron dividir el trabajo pendiente entre las dos organizaciones y coordinar la finalización del trabajo a través de un comité de coordinación. En 2004 OASIS suscribió sus especificaciones completadas de ebXML a ISO TC154, donde fueron aprobadas como ISO 15000.

## Estándares aprobados
OASIS ha aprobado diferentes estándares:
- UDDI 2.0 (Universal Description, Discovery and Integration), uno de los estándares claves en la arquitectura de servicios Web junto a XML, SOAP (Simple Object Access Protocol) y WSDL (Web Services Description Language)
- BPEL 2.0, para la composición de servicios web
- Open Document (OASIS Open Document Format for Office Applications), es un formato abierto de documentos para guardar documentos ofimáticos, como hojas de cálculo, memorándums, gráficos y presentaciones.
- DocBook es un lenguaje de marcado para documentación técnica. Fue originalmente diseñado para elaborar documentación técnica relacionada con hardware y software pero puede ser usado para cualquier tipo de documentación.
- EML 7.0 (Election Markup Language) es un estándar para el intercambio de datos estructurados entre hardware, software y proveedores de servicios que participan en algún aspecto del desarrollo de elecciones o servicios de votación para organizaciones públicas o privadas.[1]